# Bogen, Straubing-Bogen
Bogen là một town ở huyện Straubing-Bogen bang Bayern, Đức.

## Twinnings
- Arco - Trentino - 3. tháng 9 năm 1983
- Arthez-de-Béarn (fr) - -4. tháng 8 năm 1982
- Schotten - Hesse - 3. Juni 2001
- Wilhering - Áo - 22. Oktober 2002